# 淺草線
淺草線（日语：／ Asakusa sen */?）是一條連結東京都大田區西馬込站和墨田區押上站、由東京都交通局營運的鐵路線（都營地鐵）。《鐵道要覽》記載為「1號線淺草線」。通車當初被稱為「都營1號線」（後述）。基本上多數被稱為「都營淺草線」。

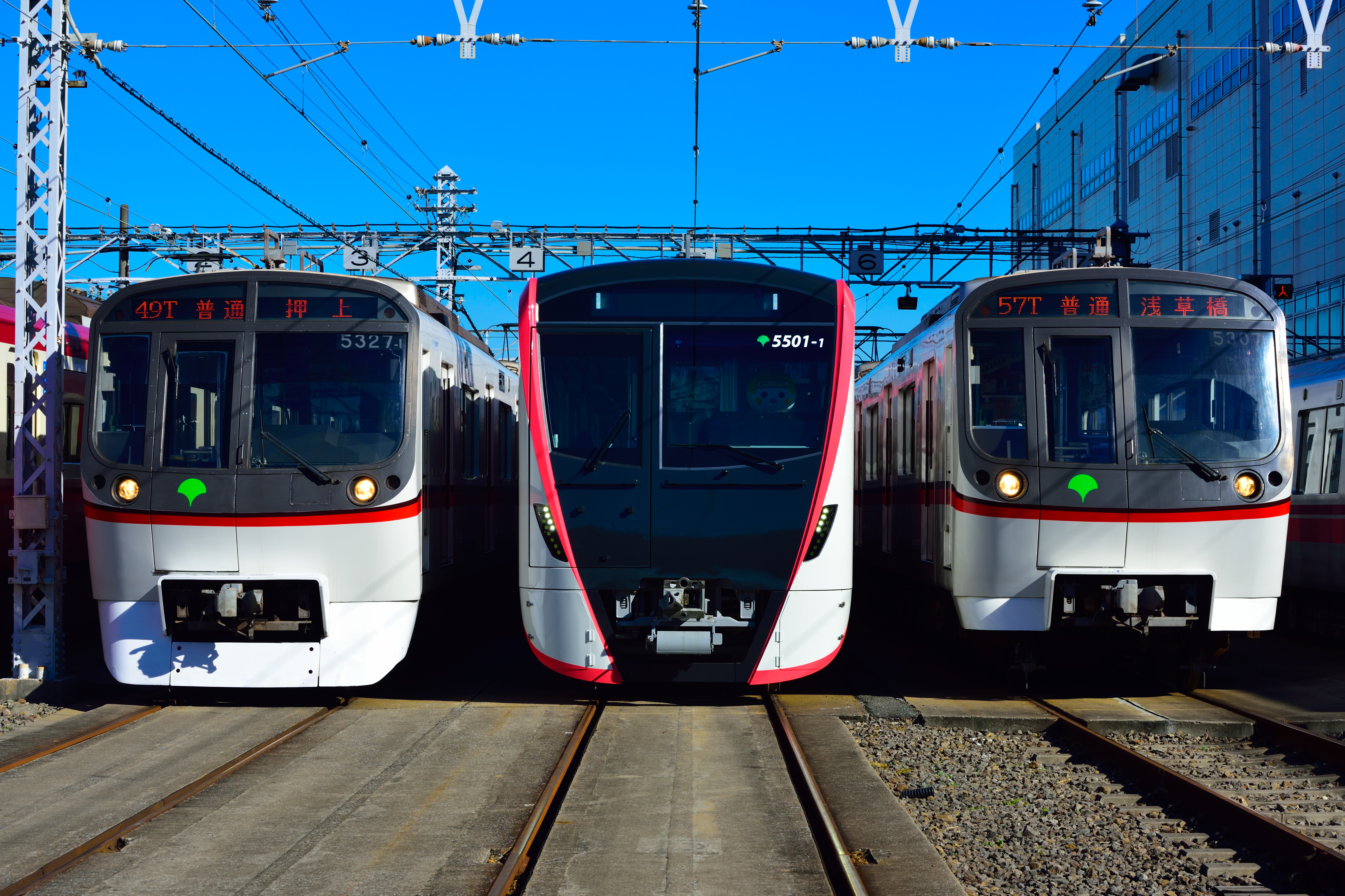

營業路段全線在地下行走，但車輛基地（馬込車輛檢修場）的引道線行走於高架線上。路線名稱來自留有濃厚的下町色彩、今日已成為國際級觀光景點的淺草。車體、路線圖與轉乘資訊使用的路線顏色為玫瑰紅色，路線記號為A。但是線內亦使用朱紅色、茜紅色等顏色。

## 路線資料

停車站

- 路線距離（營業距離）：18.3公里（全線位於地底）
- 軌距：1435毫米（標準軌）
- 站數：20個（包括起終點站）
- 複線路段：全線
- 電氣化路段：全線（直流1500V高架電纜）
- 閉塞方式：自動閉塞式
- 保安裝置：C-ATS
  - 現時是東京唯一非採用ATC的保安裝置的地鐵路線。
- 列車無線（日语：列車無線）方式：誘導無線（日语：誘導無線）（IR）方式
- 最高速度：70公里/小時
- 表定速度（日语：表定速度）
  - 北行 30.6公里/小時、南行 30.8公里/小時
  - 機場快特（泉岳寺－押上）34.9公里/小時
- 所要時間（截至2013年4月）
  - 北行 35分35秒、南行 35分20秒
  - 機場快特（泉岳寺－押上 11.4公里）19分20秒
- 車輛基地：馬込車輛檢修場（日语：馬込車両検修場）

## 簡介
1950年代中期，東京都交通局獲准投入地下鐵的興建與營運。1960年，淺草線（當時稱為都營1號線）首段路線（押上站～淺草橋站）通車，成為東京首條公營地下鐵路線。與私營鐵路業者京成電鐵間的互通營運，也於通車的同時開始實行，成為日本首條與私營鐵路相互直通運行的地下鐵路線。目前淺草線與其他四間私營鐵路業者的路線相互直通運行，使得運行於淺草線上的車輛類型頗具多樣性；在列車運行安全裝置方面，也配合私鐵路線採用自動列車停止裝置（ATS），這些都是淺草線的重要特色。

## 歷史
- 1955年（昭和30年）10月3日：東京都申請藏前2丁目－押上間的地方鐵道（日语：地方鉄道法）敷設免許，同時營團地下鐵申請馬込－藏前2丁目間申請讓渡擁有的鐵道免許。
- 1956年（昭和31年）
  - 8月27日：地下鐵1號線最初建設工程開工。
  - 10月3日：前一年10月3日申請的取得免許與免許讓渡皆獲准（自此，押上－馬込間取得地方鐵道免許）。
- 1960年（昭和35年）
  - 10月12日：5000型（日语：東京都交通局5000形電車 (鉄道)）電車完成。
  - 11月25日：西馬込－馬込間申請地方鐵道敷設免許。
  - 12月4日：都營1號線押上－淺草橋間（3.2公里）開業。地下鐵首次開始與郊外的民鐵事業者京成電鐵互相直通運行。京成曳舟－荒川（現·八廣）間的舊向島站附近開設向島檢修場。
- 1962年（昭和37年）
  - 3月9日：東日本橋－人形町間的人形町站附近發生地陷，導致1人死亡。該路段的開業延誤。
  - 5月31日：淺草橋－東日本橋間（0.6公里）開業（受地陷事故影響，暫定以單線開業）。
  - 9月30日：東日本橋－人形町間（0.7公里）開業，淺草橋－東日本橋間複線化。同日，淺草橋站的軌道配置部分更改（回車線（日语：引き上げ線）移動到舊北行線，舊留置線改為新北行線）。
- 1963年（昭和38年）
  - 2月28日：人形町－東銀座間（2.4公里）開業。東銀座站沒有折返設備，列車的折返需在該站起計0.9公里的汐留信號所（初代）進行。開設高砂檢修場（日语：京成電鉄の車両検修施設#高砂検車区）。
  - 12月12日：汐留信號所（初代）昇格為車站新橋站，東銀座－新橋間（0.9公里）開業。
- 1964年（昭和39年）
  - 4月21日：西馬込－馬込間取得地方鐵道敷設免許。
  - 10月1日：新橋－大門間（1.1公里）開業（單線運行。為此約半數列車在新橋站折返）。
- 1968年（昭和43年）
  - 6月15日：新橋－大門間複線化。京急車開始在淺草線內營業運行。
  - 6月21日：大門－泉岳寺間（2.6公里）開業[2]。開始與京濱急行電鐵互相直通運行[2]。
  - 11月15日：泉岳寺－西馬込間（6.9公里）開業。全線開通。馬込檢修場（日语：馬込車両検修場）、車輛工場完工，向島、高砂檢修場廢除。
- 1970年（昭和45年）
  - 7月：引入路線顏色（日语：日本の鉄道ラインカラー一覧）（引入當時是朱色）。在那之前曾經使用紅色，後來與（當時的）營團協議將紅色讓渡予丸之內線。
  - 由於京急的夏季休日時刻表，臨時增加一部分列車，東京的地下鐵首次有8節列車停靠。
- 1973年（昭和48年）12月31日：由於發生勞資糾紛，淺草線的大晦日－元日的通宵運行（日语：終夜運転）中止。
- 1976年（昭和51年）
  - 2月28日：引入5200型（日语：東京都交通局5000形電車 (鉄道)#5200形）電車（引入當時是5000型的一部分）。
  - 6月10日：全列車改為6節編組。
- 1978年（昭和53年）
  - 6月21日：繁忙時段京急線開到的直通列車開始以8節編組運行（早晚各6班來回）。
  - 7月1日：都營1號線改名為都營淺草線。
- 1986年（昭和61年）12月31日：包括淺草線的都營地下鐵大晦日－元日恢復通宵運行。
- 1987年（昭和62年）7月15日：直通車輛開始使用空調車輛。
- 1988年（昭和63年）11月16日：京急開抵的直通列車全面使用8節編組。
- 1989年（平成元年）3月19日：江戶橋站改稱日本橋站。
- 1991年（平成3年）3月31日：開始與北總開發鐵道（現·北總鐵道）互相直通運行。5300型電車開始營業運行。
- 1993年（平成5年）4月1日：京急機場線暫定開業至羽田站（現天空橋站）。隨此開行往羽田站的直通列車。此時，京急機場線只可停靠6節編組，京急直通列車恢復6節編組[3]。
- 1994年（平成6年）11月1日：全線可以收到AM廣播服務[4]。
- 1994年（平成6年）12月10日：京急機場線的8節編組對應工程完工，該線直通列車再次恢復為8節編組。
- 1995年（平成7年）7月2日：5000型電車停止營業運行。完成全面空調化。
- 1998年（平成10年）11月18日：京急機場線全線開業，地下鐵首次開行特急列車機場快特、機場特急（現在已廢除）。
- 2000年（平成12年）4月20日：正式名稱由都營淺草線改為淺草線。
- 2002年（平成14年）10月27日：開始與芝山鐵道互相直通運行。
- 2004年（平成16年）6月：馬込車輛檢修場（日语：馬込車両検修場）完成。馬込工場廢除。

- 2006年（平成18年）

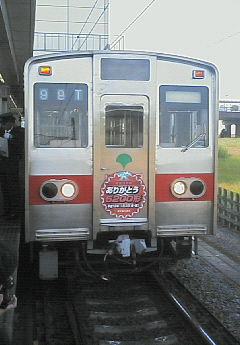
5200型的道別運行（2006年11月3日 北總線千葉新城中央站）

  - 4月1日：大門－新橋間與大江戶線的聯絡線「汐留聯絡線」開通。
  - 11月3日：5200型電車結束營業運行。西馬込－北總線千葉新城中央間舉行道別運行（日语：さよなら運転）。
- 2007年（平成19年）
  - 3月17日：開始使用一部分C-ATS機能。
  - 7月8日：泉岳寺站構內的送電纜發生不明火災，之後三田站更發生車輛故障（京急車輛），由始發起至15時40分許全線無法通行。恢復運行後當日全日停止與京急線直通運行。9日，關東運輸局交通局發生文書警告事態。
- 2010年（平成22年）7月17日：途經北總線連結成田機場的成田機場線（成田Sky Access）開業。該線開始與此線直通運行。時刻表改正，運行類別加設「Access特急」。
- 2011年（平成23年）
  - 2月26日：全線啟用C-ATS[5]。
  - 3月11日：發生東北地方太平洋沖地震，與京成線、京急線、北總鐵道北總線、芝山鐵道線暫停互相直通運行。
  - 3月14日：由於東北地方太平洋沖地震造成發電所停止，電力供應短缺（日语：東日本大震災による電力危機），東京電力實施輪流停電（日语：輪番停電）（計劃停電）。伴隨着此，此日起停止與京成線、京急線、北總鐵道北總線、芝山鐵道線互相直通運行。直至3月中重開。
- 2012年（平成24年）10月21日：時刻表改正，機場快特的類別改為橙色。
- 2014年（平成26年）11月8日：時刻表改正，廢除6節編組運行。所有列車成為8節編組。但是，週末假日深夜京急線的浦賀始發往泉岳寺與普通往京急川崎的終電折返設定只限泉岳寺站可見6節編組。
- 2017年（平成29年）4月1日：人形町站開始閘機通過服務[6]。
- 2018年（平成30年）
  - 3月17日：人形町站與半藏門線水天宮前站獲指定為轉乘站[7]。
  - 6月30日：5500型電車開始營業運行[8][9]。

## 運行概況
由於有以下鐵路線直通，故此線以互相直通運行的多樣性為特色。大部分列車都與其他公司路線直通，在終點站押上站折返的列車甚少，尤其押上站方向除早上、深夜外全部列車直通京成電鐵押上線。在發生大規模時刻表混亂時原則上也不會在押上站折返。此線最多可同時運行4間公司的列車。由於這數量已達到PASMO規定閘內轉乘次數上限，故此在芝山鐵道線內不能使用PASMO。
途經押上
- 京成電鐵：押上線、本線、成田機場線（成田Sky Access）、東成田線
  - 北總鐵道：北總線
  - 芝山鐵道：芝山鐵道線

途經泉岳寺
- 京濱急行電鐵：本線、機場線、逗子線（只限往押上、青砥方向）、久里濱線

包括直通運行的運用距離累計為225.0公里，比包括收費列車和臨時列車的有樂町線、副都心線系統運用距離187.7公里更長，是東京的地下鐵當中最長的。
現行時刻表連結成田機場站（途經京成本線）－三崎口站（京急久里濱線）間的列車是途經此線的最長距離列車（141.8公里），是東京的地下鐵直通距離最長的列車，比千代田線的取手站（JR常磐緩行線）－伊勢原站（小田急小田原線）間（100.3公里）直通距離更長，同時也比收費列車在週末假日運行途經副都心線的「S-TRAIN」西武秩父站（西武秩父線）－元町·中華街站（橫濱高速鐵道港未來線）間（113.8公里）更長。不過該列車全部由京急的車輛運行。
泉岳寺起往南方向為方便京急線直通旅客，多數列車運行往品川、羽田機場、橫濱方向。由於支線的位置，西馬込站－泉岳寺站間多數設定為區間運行列車，日間此路段列車多達3分之2。與此相反，只在押上站－西馬込站間線內運行的列車只限平日早上4班來回與週末假日晚上押上開出1班普通列車往西馬込。
導覽上多數存在列車類別也是此線顯著特徴。
在淺草線內通過運行的列車只有機場快特，其他列車在淺草線內各站停車，故此只顯示直通後的列車類別。
除機場快特外，南行會在押上站、北行會在品川站改變直通列車類別顯示（京急線內的機場急行列車以「急行」顯示，導覽則在泉岳寺站改為顯示機場急行），以線內為終點的列車與京急線往品川的列車以「普通」顯示（廣播等導覽則用「各站停車」）。京急線品川站與押上站都有改變列車類別的直通列車。不過機場快特在南北兩個方向都在押上站改變顯示直通後列車類別。
由於運行列車類別眾多，除機場快特設有通過站外，其他列車在淺草線內皆為各站停車。與淺草線直通或接續時，泉岳寺站起京急線內以「普通」運行的京急線下行方向列車，平日只限2班來回，週末假日則為2.5班來回。受京急線內普通停車站月台有效長影響，淺草線直通列車無法在北品川站、梅屋敷站等車站停車，那些列車全部以品川站到發。不過時刻表除機場快特以外都視為「普通」。但是快特在京急的正式名稱為「快特」，在京成為「快速特急」，以都營側直通導覽為準。

### 時刻表
直通的京急本線、北總線以每20分鐘為一循環，京成本線、押上線以每40分鐘為循環，與淺草線共同組成每40分鐘的循環。泉岳寺站－押上站間的運行密度較高，平均每5分鐘1班運行。機場快特在泉岳寺站與押上站需待避較早到達列車。
| 類別、系統＼站名 | 類別、系統＼站名 | 類別、系統＼站名      | 類別、系統＼站名      | 類別、系統＼站名      | 西馬込 | 西馬込 | 京急線方向 | 京急線方向 | 京急線方向 | 京急線方向 | 泉岳寺 | 泉岳寺 | … | 押上 | 押上 | … | … | 青砥 | 青砥 | 京成線、北總線方向   | 京成線、北總線方向   | 運行班次 （每1小時） | 運行班次 （每1小時） | 使用車輛                              | 備註                                                                                            |
| ---------------- | ---------------- | --------------------- | --------------------- | --------------------- | ------ | ------ | ---------- | ---------- | ---------- | ---------- | ------ | ------ | - | ---- | ---- | - | - | ---- | ---- | -------------------- | -------------------- | -------------------- | -------------------- | ------------------------------------- | ----------------------------------------------------------------------------------------------- |
| 運行路段         | 機場快特         | 成田Sky Access線 直通 | 成田Sky Access線 直通 | 成田Sky Access線 直通 |        |        | ← 羽田機場 | ← 羽田機場 | ← 羽田機場 | ← 羽田機場 |        |        |   |      |      |   |   |      |      | 成田機場 →           | 成田機場 →           | 1－2班               | 合計3班              | 京成車、京急車 （可直通Sky Access線） | - 京成線、北總線內Access特急 - 押上接續橫濱方向快特                                             |
| 運行路段         | 機場快特         | 青砥、京成高砂到發    | 青砥、京成高砂到發    | 青砥、京成高砂到發    |        |        | ← 羽田機場 | ← 羽田機場 | ← 羽田機場 | ← 羽田機場 |        |        |   |      |      |   |   |      |      |                      |                      | 1－2班               | 合計3班              | 京成車、都營車                        | - 一部分在京成高砂到發 - 京成線內快速特急 - 京急線內快特（京急蒲田停車） - 押上接續橫濱方向快特 |
| 運行路段         | 路段班次         | 路段班次              | 路段班次              | 路段班次              |        |        |            |            |            |            |        |        |   |      |      |   |   |      |      |                      |                      | 6班                  | 6班                  | 都營車                                |                                                                                                 |
| 運行路段         | 快速             | 快速                  | 快速                  | 快速                  |        |        |            |            |            |            |        |        |   |      |      |   |   |      |      | 京成佐倉、成田機場 → | 京成佐倉、成田機場 → | 3班                  | 3班                  | 京成車、都營車、京急車                | - 泉岳寺接續該站始發終到的橫濱方向快特                                                          |
| 運行路段         | 橫濱方向特急     | 橫濱方向特急          | 橫濱方向特急          | 橫濱方向特急          |        |        | ← 三崎口   | ← 三崎口   | ← 三崎口   | ← 三崎口   |        |        |   |      |      |   |   |      |      |                      |                      | 3班                  | 3班                  | 京急車                                | - 一部分在京成高砂到發 - 押上待避機場快特                                                       |
| 運行路段         | 北總線直通       | 北總線直通            | 北總線直通            | 北總線直通            |        |        | ← 羽田機場 | ← 羽田機場 | ← 羽田機場 | ← 羽田機場 |        |        |   |      |      |   |   |      |      | 印旛日本醫大 →       | 印旛日本醫大 →       | 3班                  | 3班                  | 北總車、都營車、京成車、京急車        | - 京急線內快特                                                                                  |

日間時，每1小時有9班列車來往西馬込站－泉岳寺站間，12班來往泉岳寺站－押上站間（當中3班為機場快特）。日間為方便在泉岳寺站接續，西馬込站到發的列車與京急線內到發的列車的轉乘更容易。
箱根驛傳舉辦日，選手需通過在京急蒲田站附近的第一京濱平交道，因此每年1月3日都有臨時時刻表，一部分往羽田機場的列車改往京急川崎。2012年10月21日完成高架化工程後，2013年起舉辦日使用的臨時時刻表廢除。

### 機場快特
機場快特作為優等列車運行（不另收費）。停靠站參見車站列表。
此列車當時是為了連接羽田、成田兩個機場而新設，受車輛使用影響，只限在日間時、早上繁忙時間前南行與黃昏繁忙時間結束後北行運行。淺草線內曾經有「機場特急」運行，與機場快特有相同停靠站（但是通過大門站），以青砥站或京成高砂站始發終到，1999年7月31日京急白紙時刻表改正後與「機場快特」合併。之後時刻表改正將日間列車改於京成佐倉站到發，削弱了機場間聯絡列車的目的，直至2010年7月17日成田Sky Access線開業，此日時刻表改正，京成佐倉站到發的機場快特改途經該線（京成線內Access特急）的成田機場站到發，再次作為機場間聯絡列車運行。
將来淺草線內會在部分車站設立待避該列車運行的軌道，國土交通省希望可將羽田、成田兩機場間縮短至1小時（參見#今後動向一節）。現行在各站以55公里/小時通過。

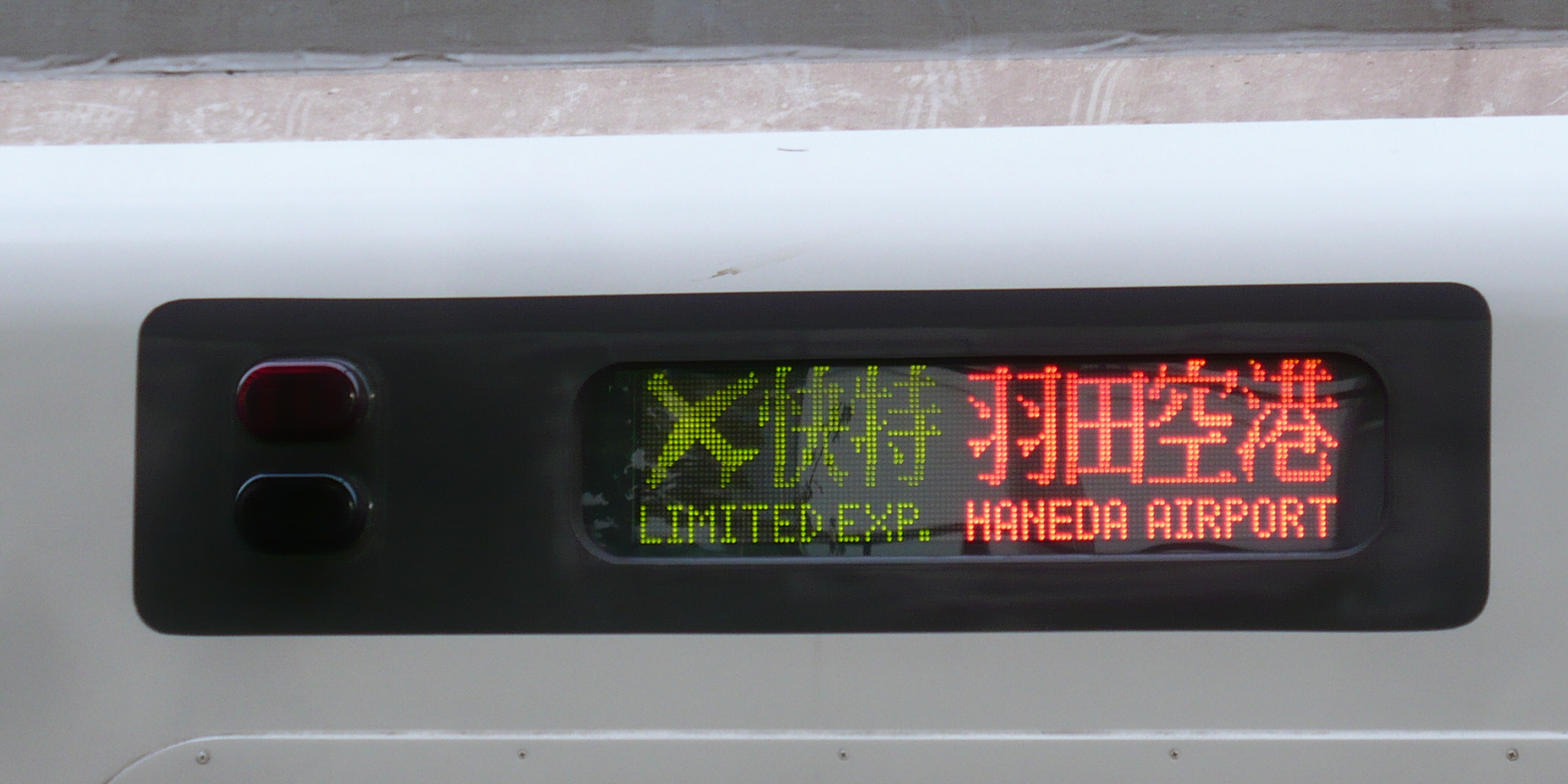
至2012年10月20日為止5300型側面機場快特顯示

## 使用車輛
由於4間公司實行互相直通運行，截至2020年有多達15種車輛運行。不配置車頭控制的京成電鐵3600型電動車不會直通至京濱急行電鐵，只在淺草線西馬込站到發。京急2100型通常不進入淺草線，只入線至泉岳寺站，故此截至2019年在泉岳寺站最多可看見16種車輛。
哪間公司營運哪些列車可由車次編號末尾字母區分，「T」為東京都交通局車輛，「K」為京成電鐵車輛，「N」為北總鐵道車輛與千葉新城鐵道車輛，「H」為京濱急行鐵道車輛。車次編號可在『MY LINE 東京時刻表』（交通新聞社）顯示。部份直通車輛除用於直通除班次外，還於地鐵線內部份班次使用（例如京成電鐵列車在平日夜間時段行走西馬込－泉岳寺區間班次，京急列車往返西馬込）。
2014年11月8日時刻表改正前，平日早上京成電鐵6節編組運行列車有西馬込 - 京成高砂間有1班來回，該改正後所有列車各公司都以8節編組。

### 東京都交通局的車輛
除東成田線、成田Sky Access線外直通至京成、京急與北總線。京急線的橫濱方向在平日只限早上、黃昏直通，週末假日全日只限在羽田機場－逗子·葉山間的京急線內來回運行。

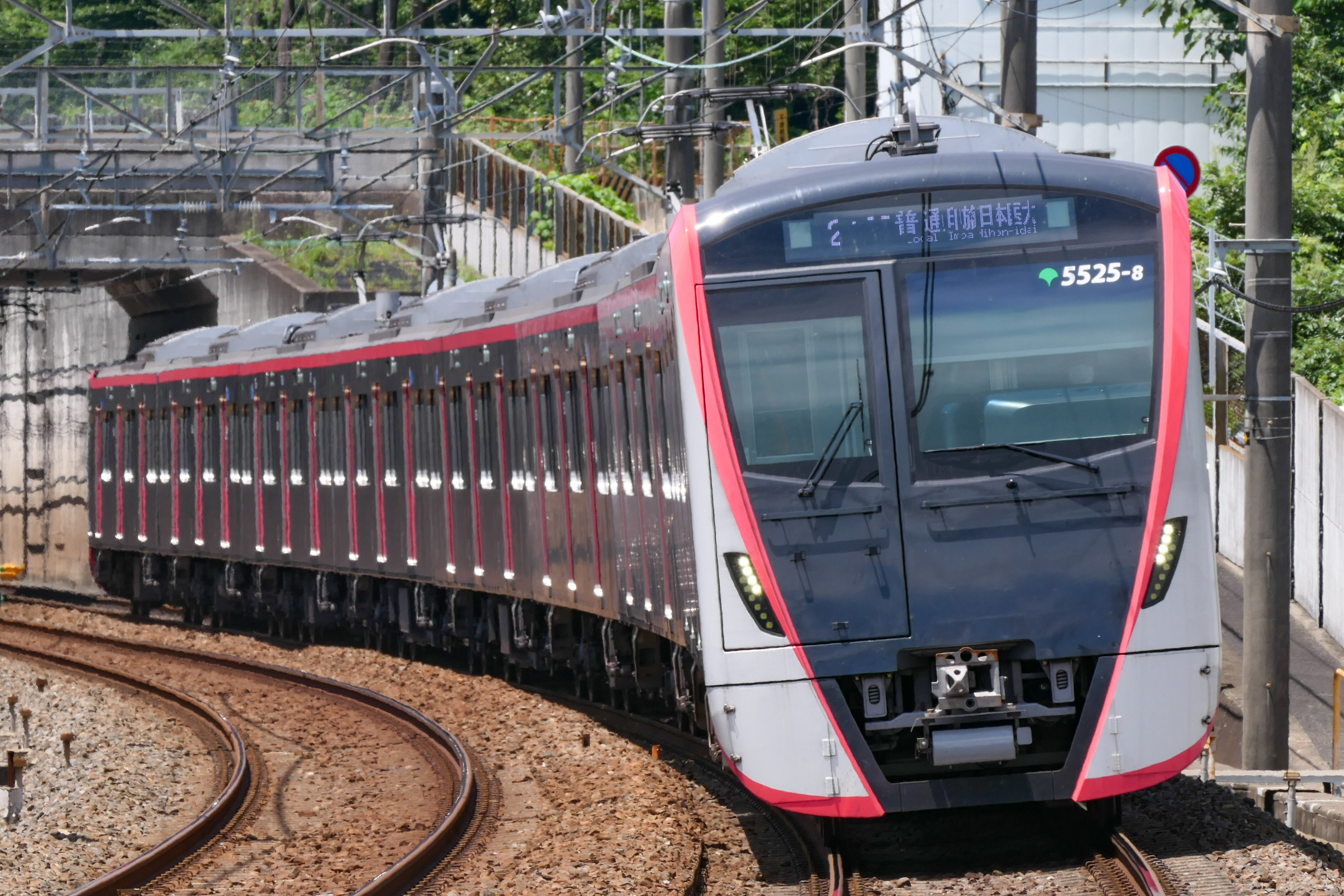
5500型
替換5300型的5500型列車於2017年度引入，2018年6月30日起開始營業運行[8][9]。2021年度前投入27編組，計劃完全取代前述5300型列車[10][11]。
起初預定在2017年度投入1編組，2018年度投入7編組，後來提前至2017年度引入19編組[12][13]。
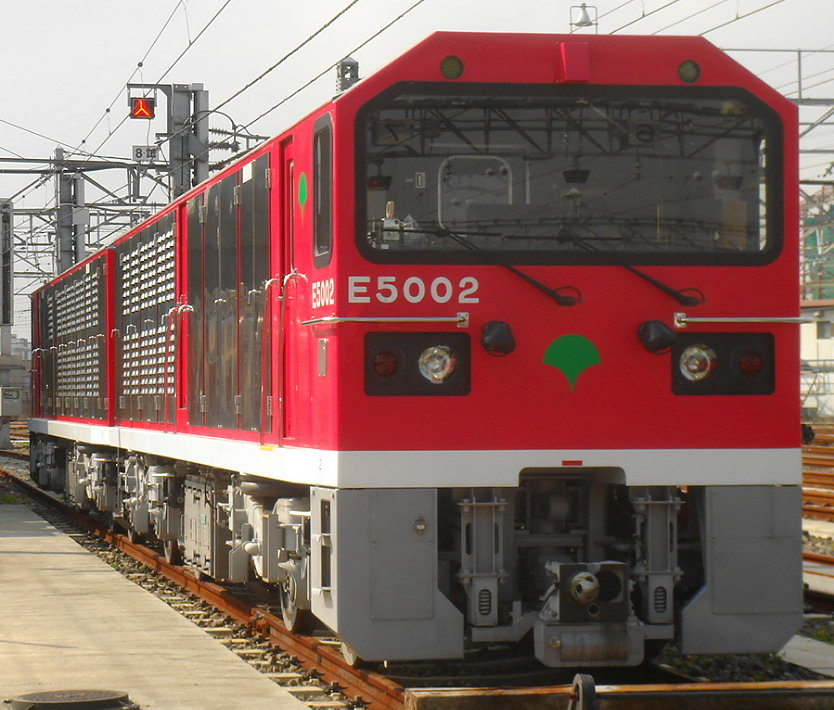
E5000型電力機車
大江戶線車輛的馬込車輛檢修場的牽引回送用。

- 5500型
- E5000型電氣機關車

#### 過去使用車輛
- 5000型（日语：東京都交通局5000形電車 (鉄道)）
- 5200型（日语：東京都交通局5000形電車 (鉄道)#5200形）
- 5300型

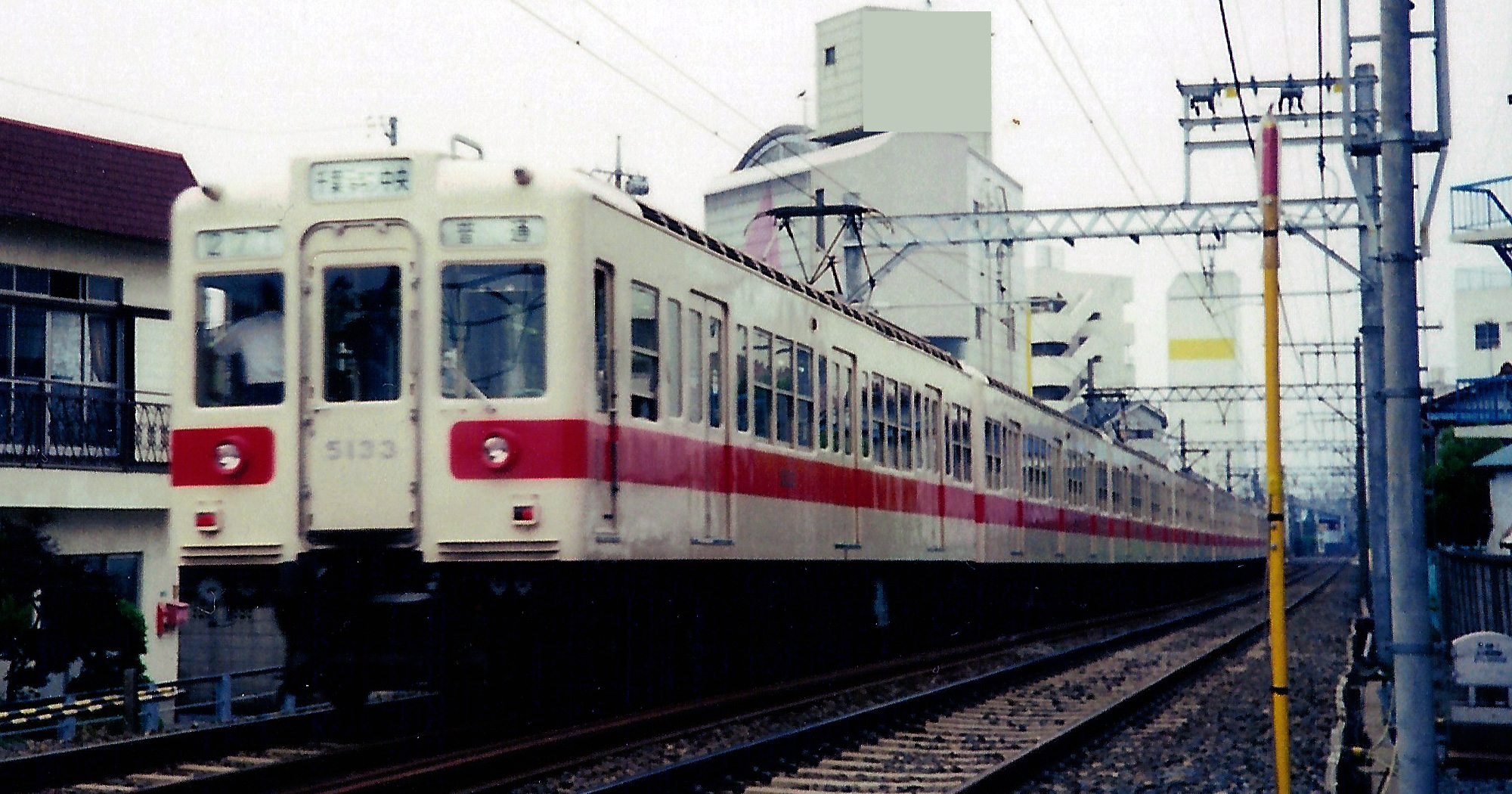
5000型
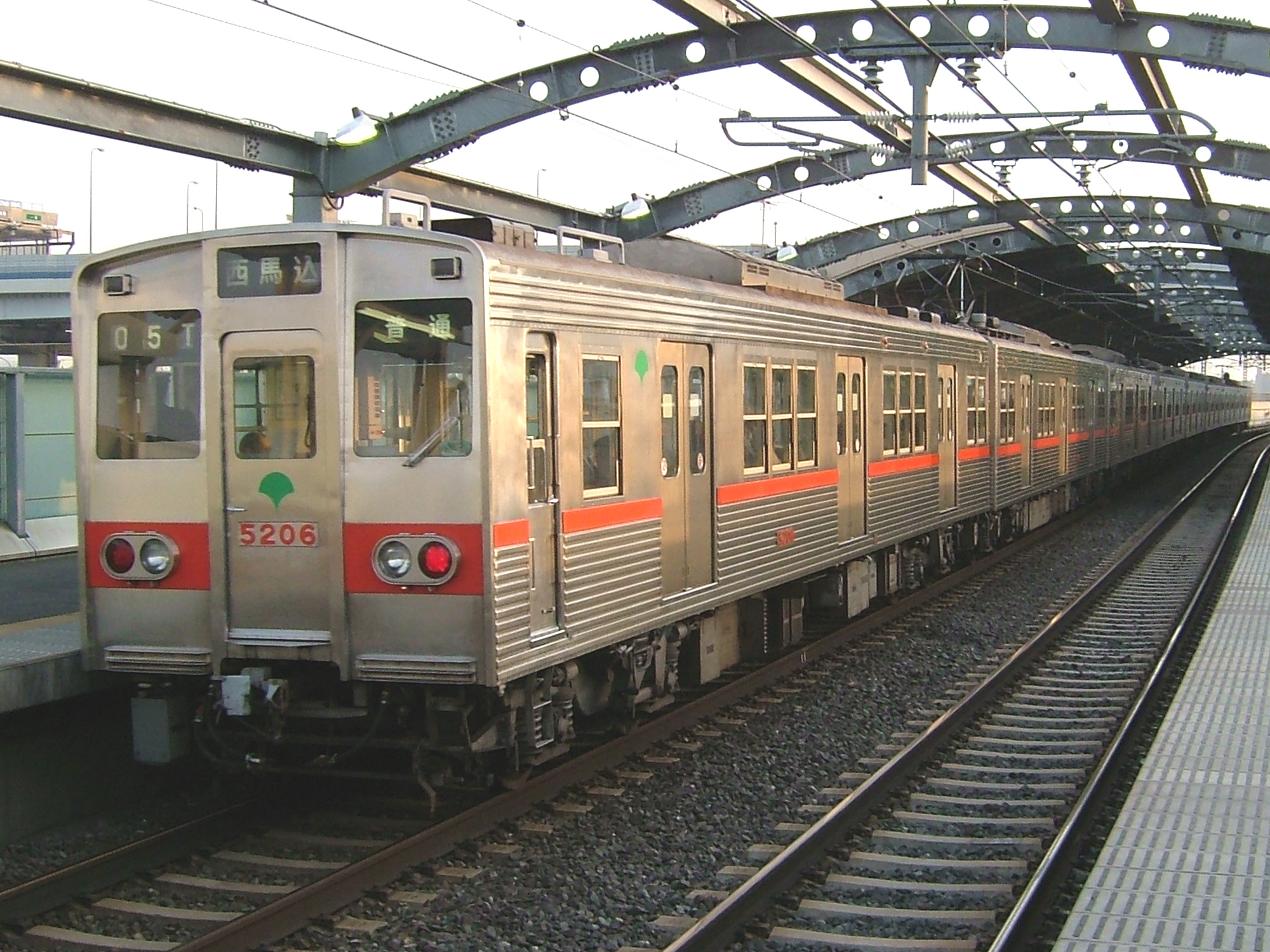
5200型
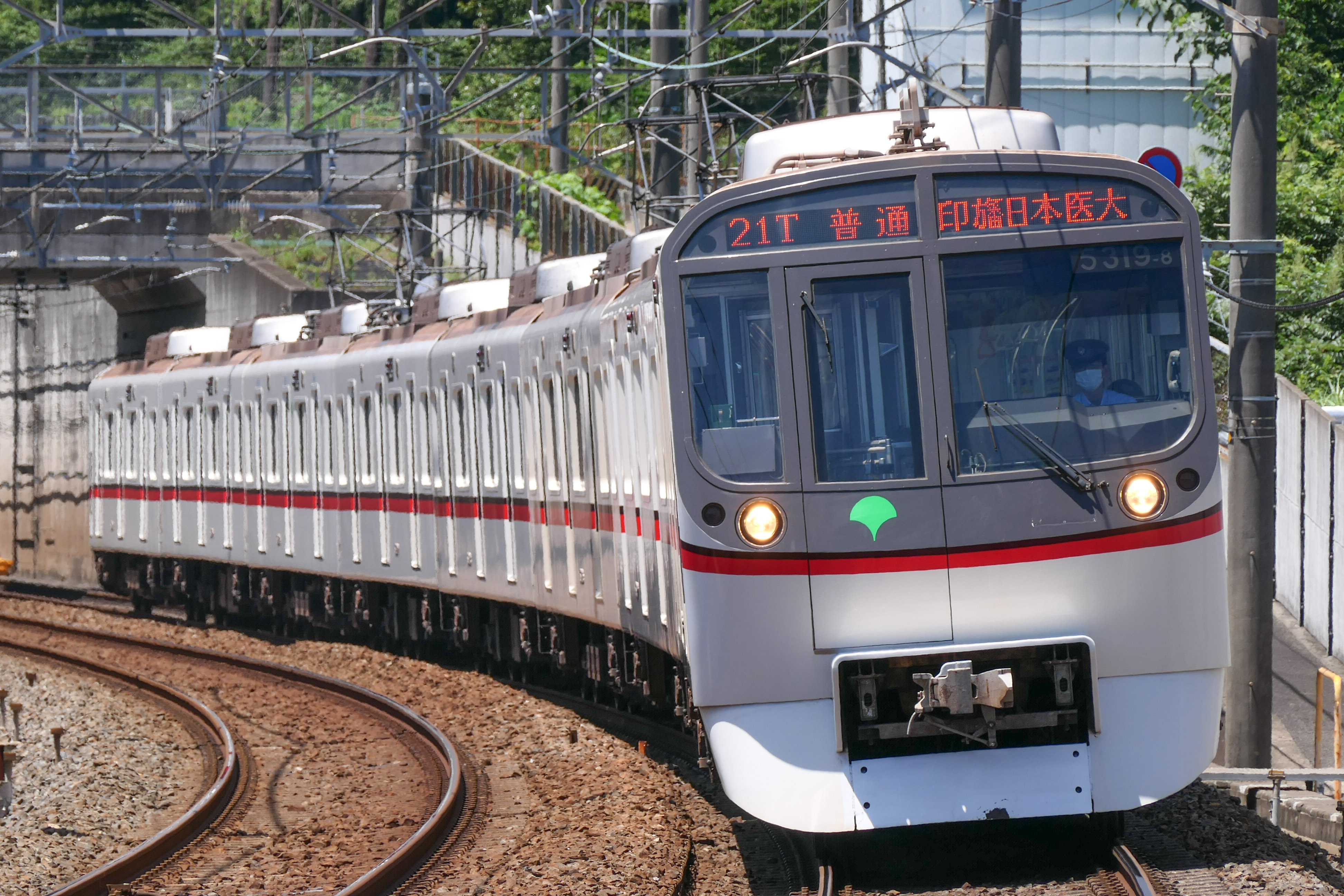
5300型

### 直通車輛
全部為8節編組
京濱急行電鐵

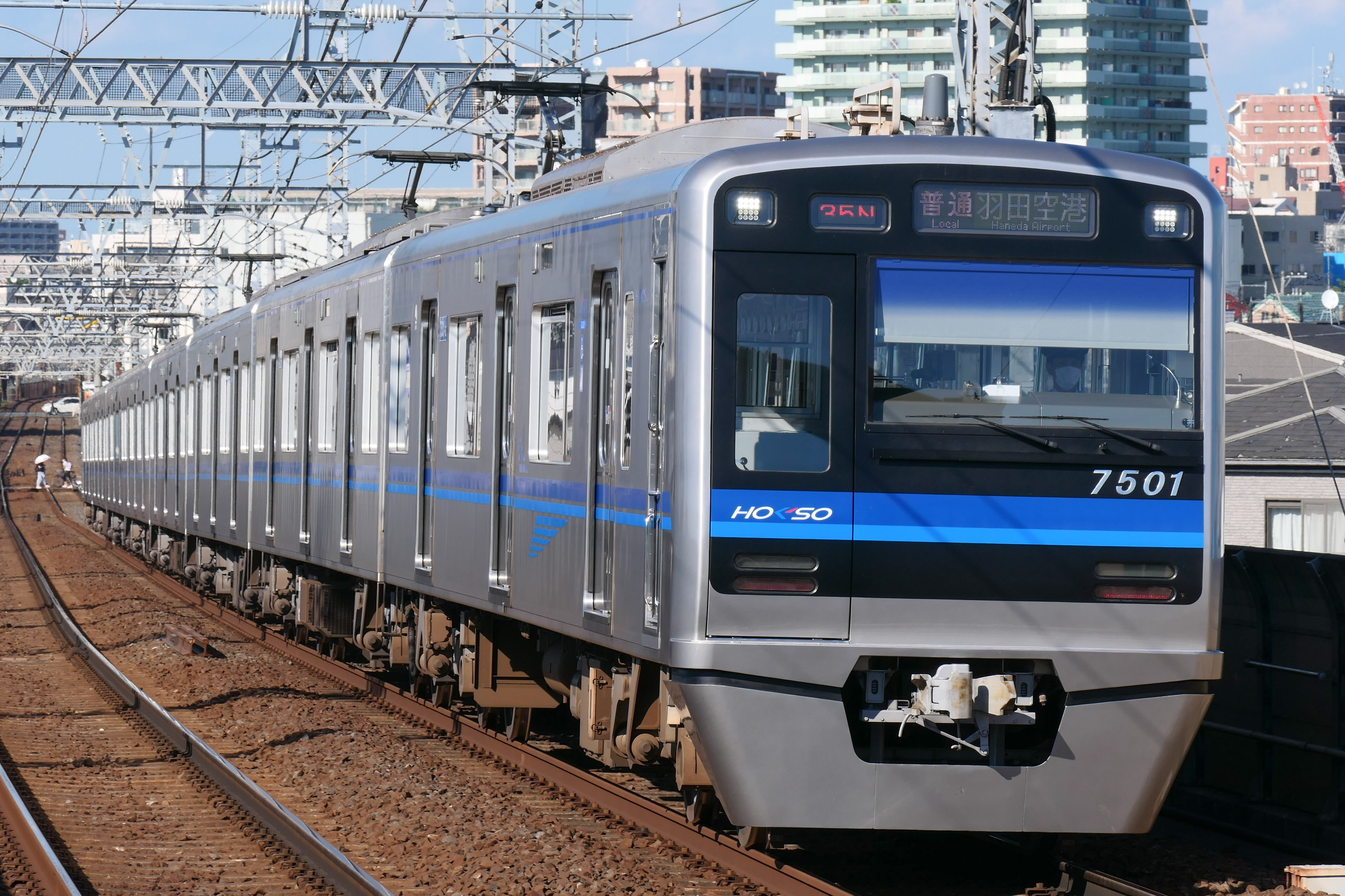
新1000型
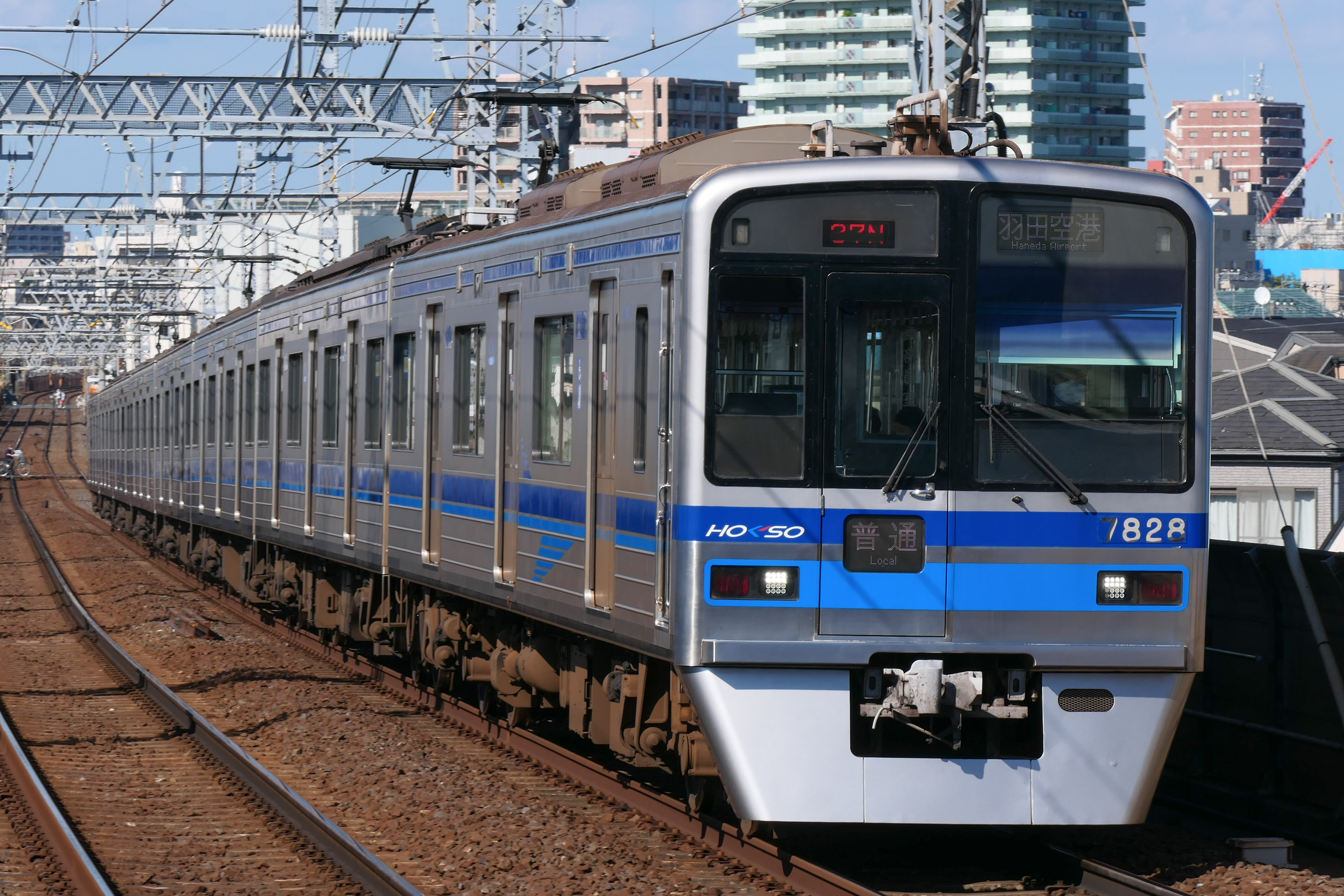
600型
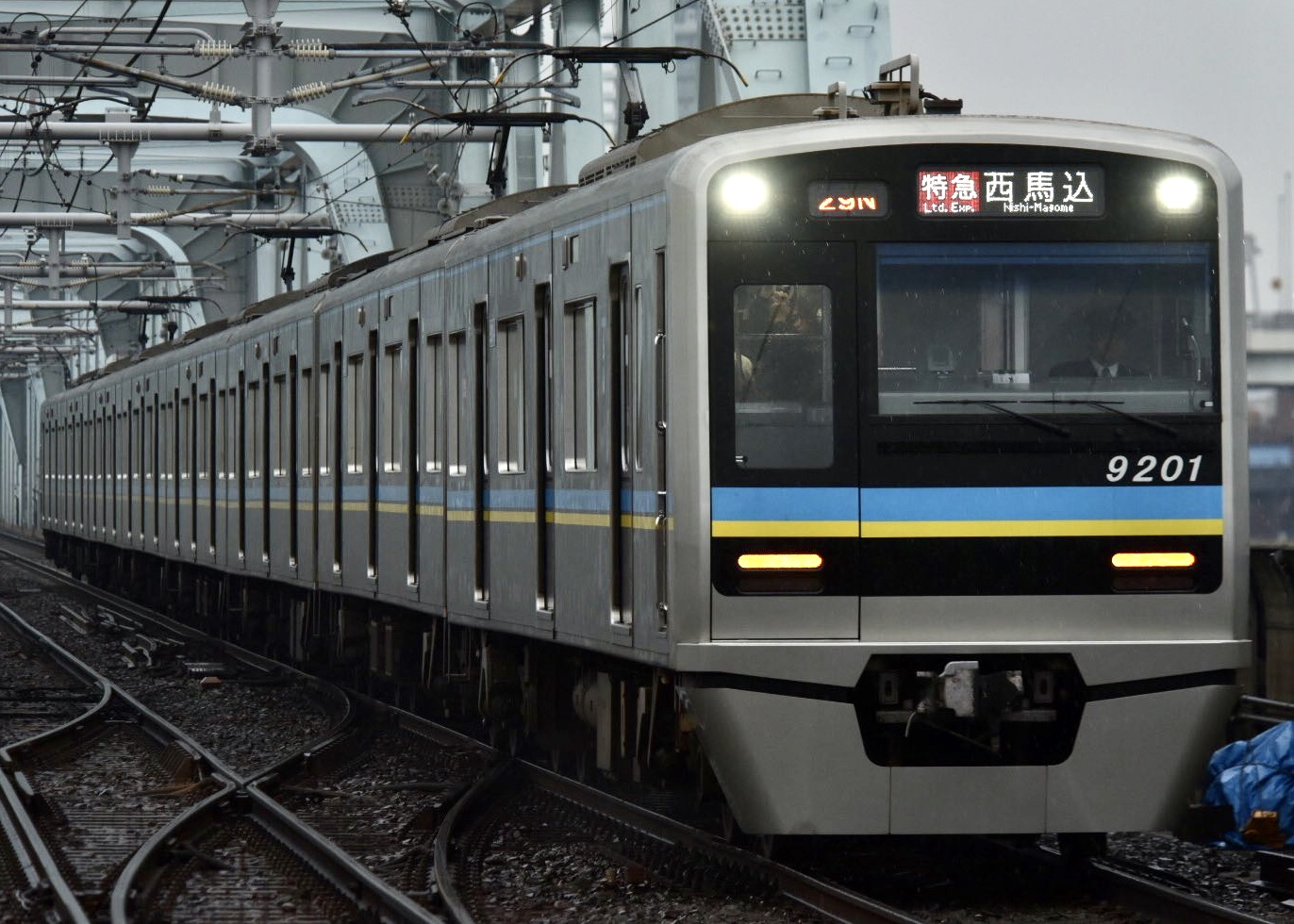
1500型
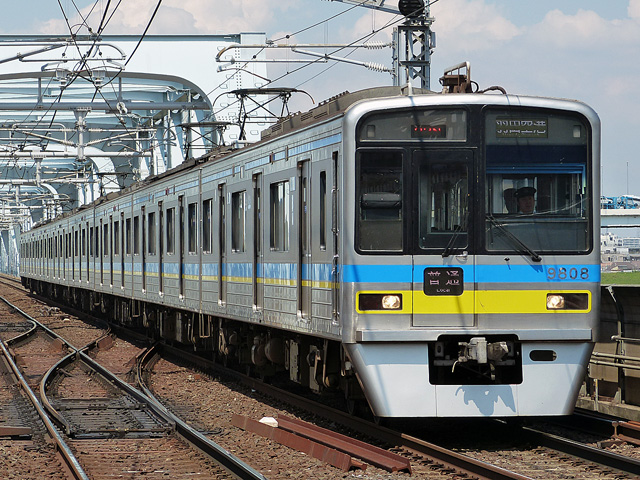
9800型
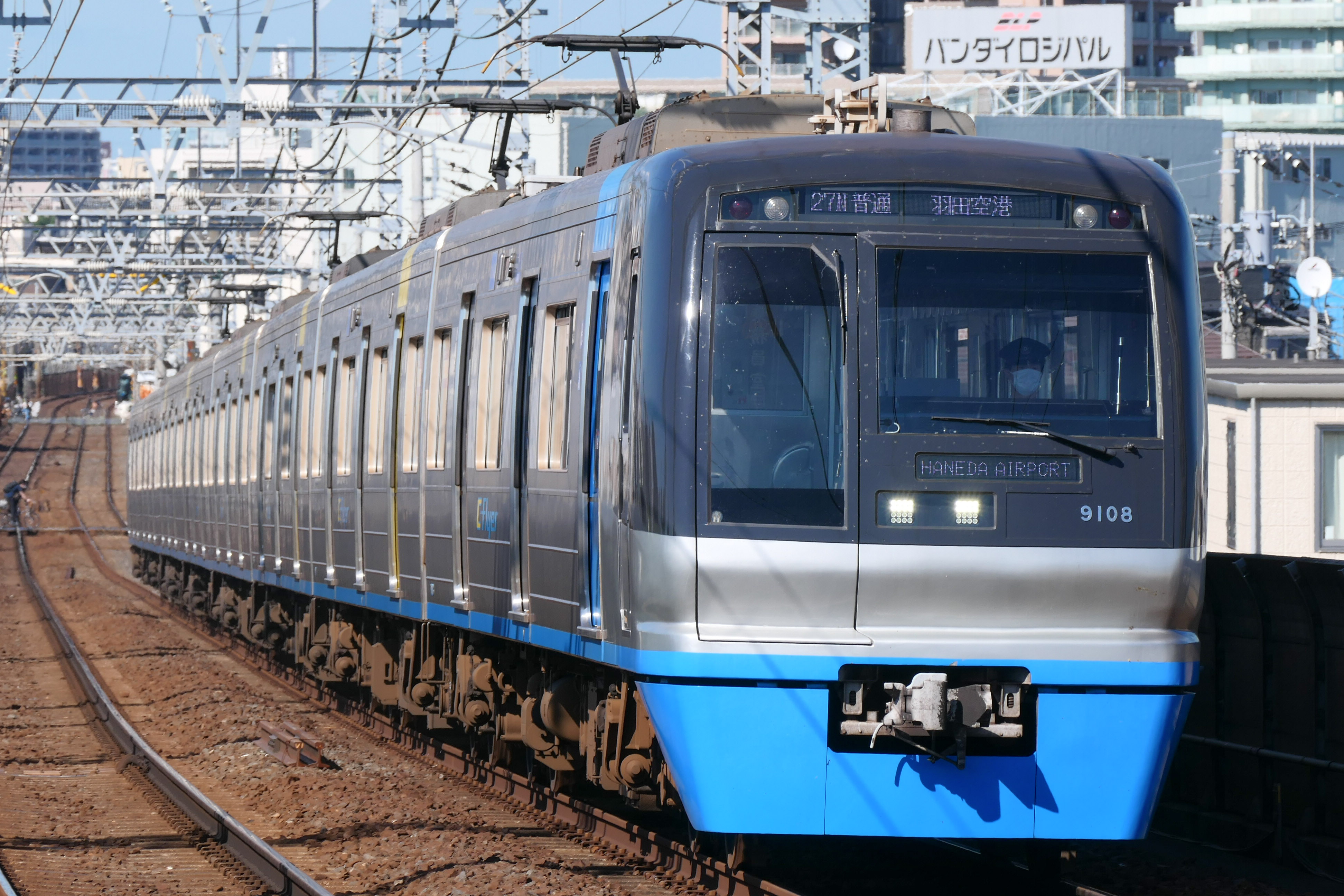
9100型

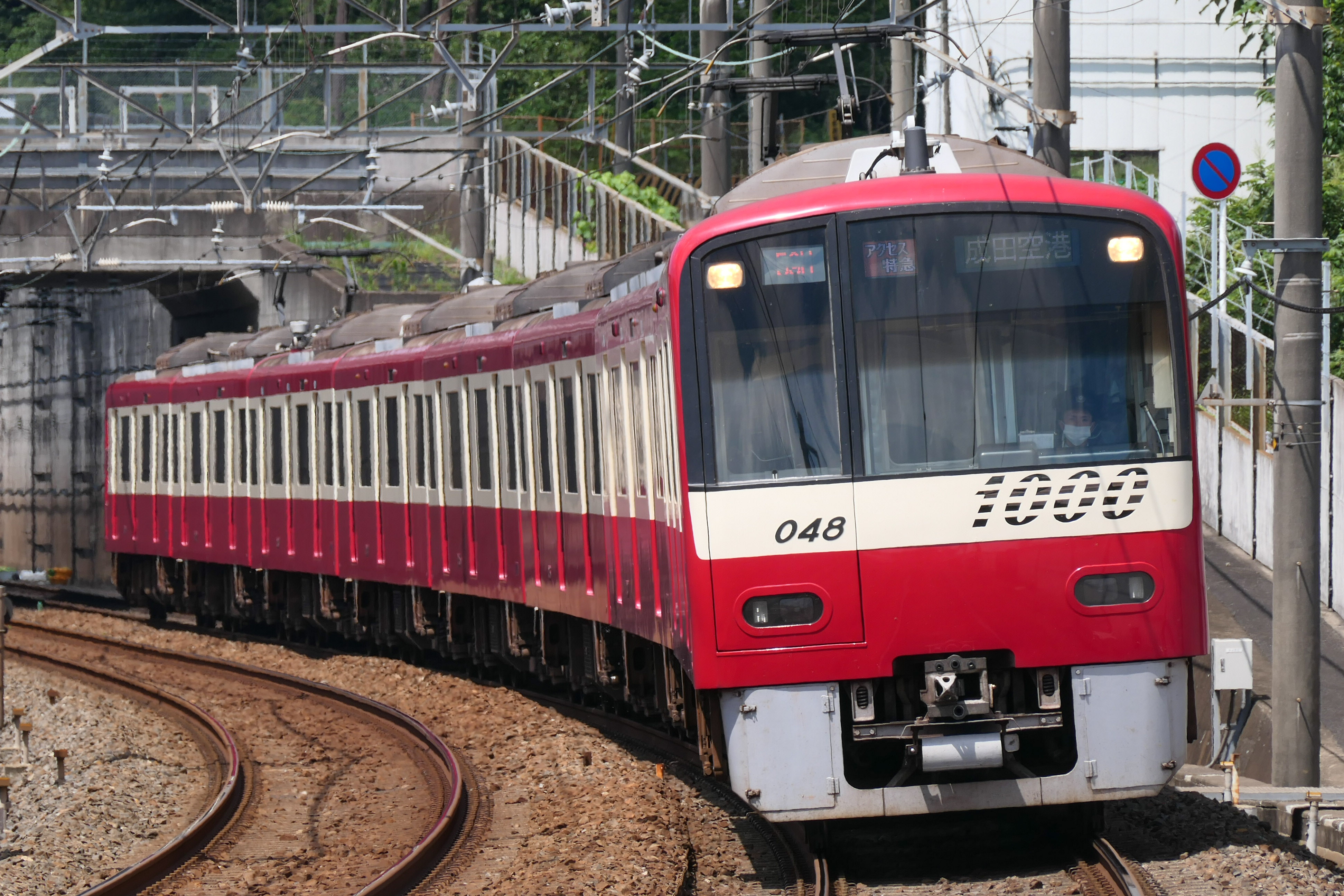
新1000型（鋁車）
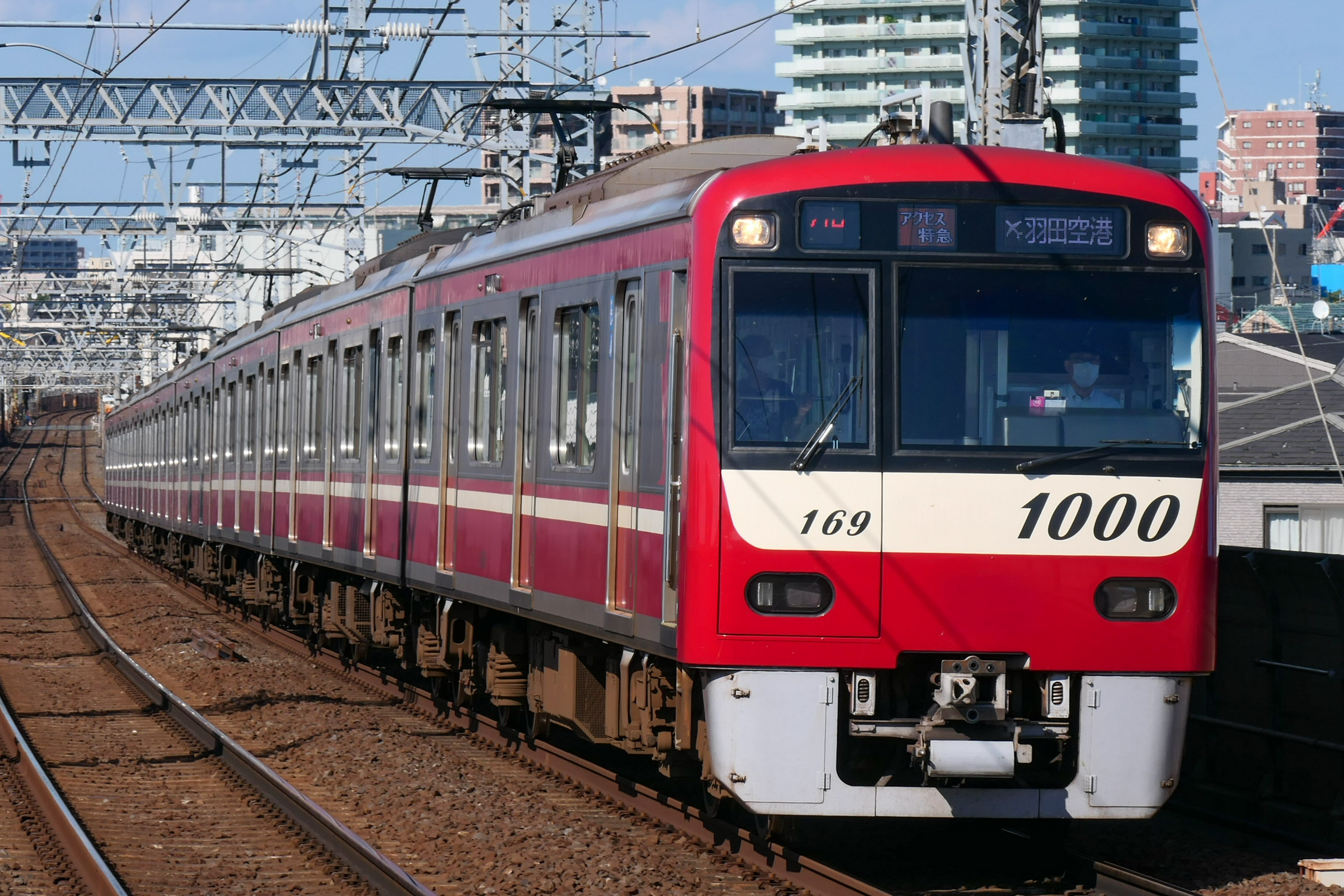
新1000型（不鏽鋼車）
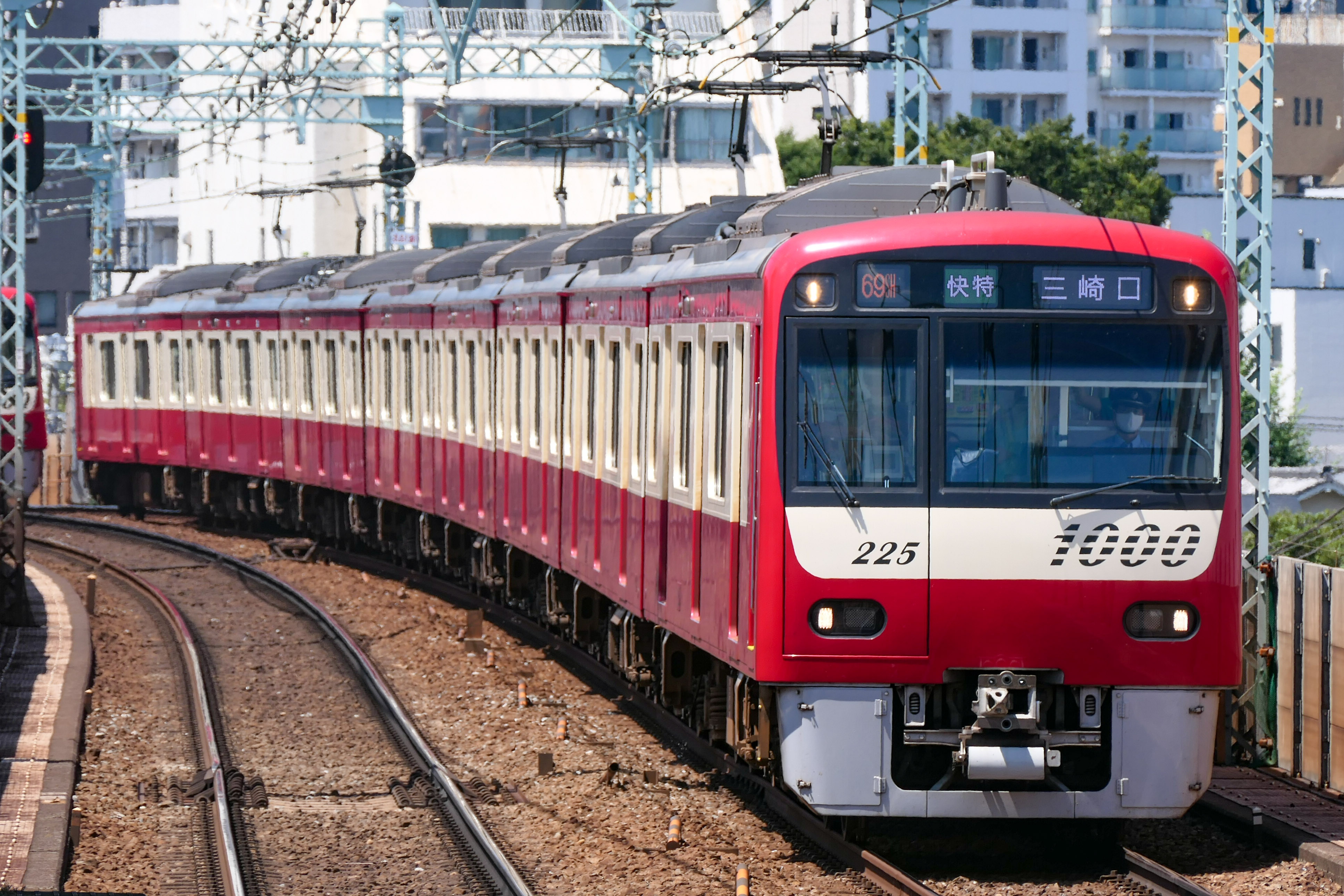
新1000型（不鏽鋼微調車）
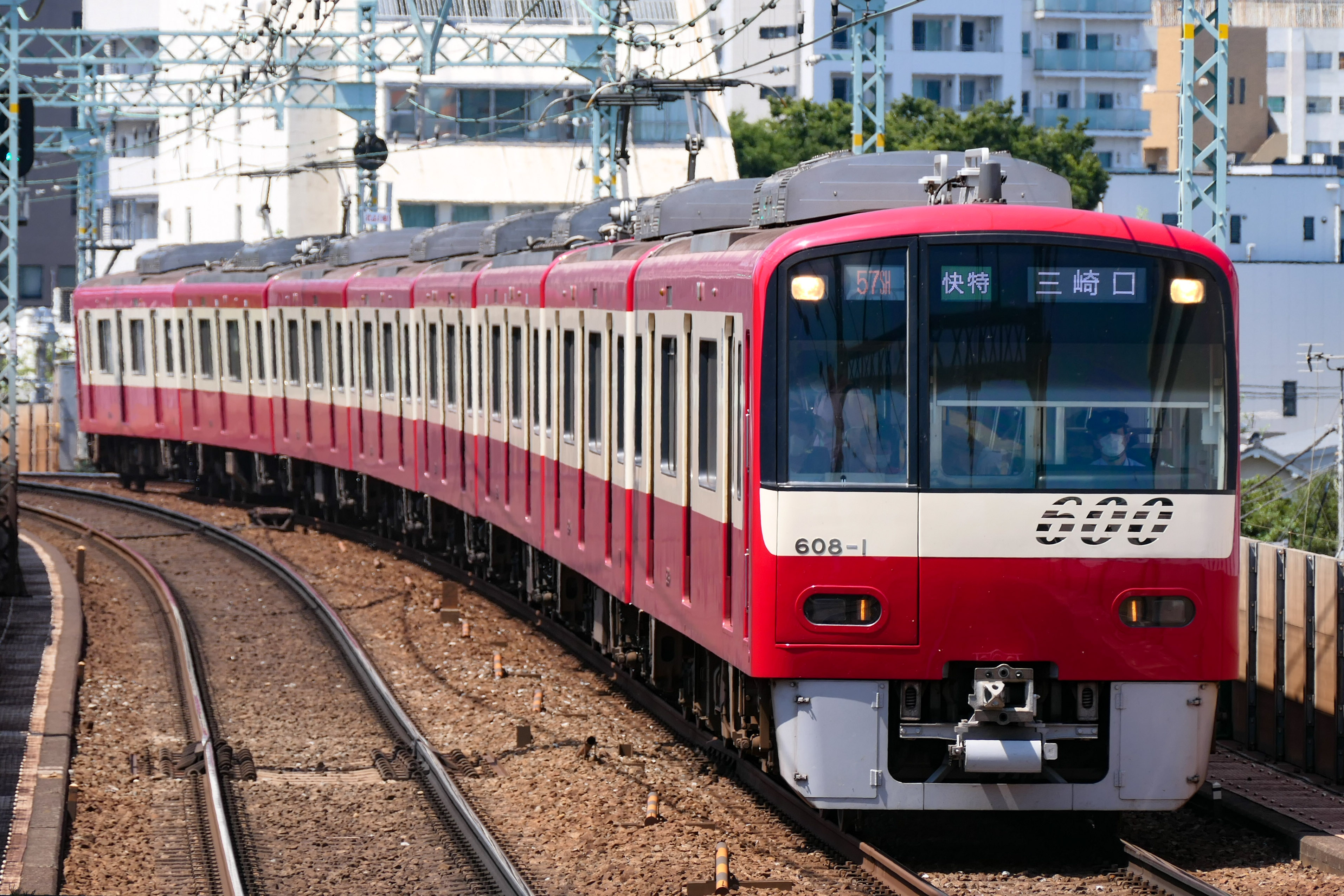
600型
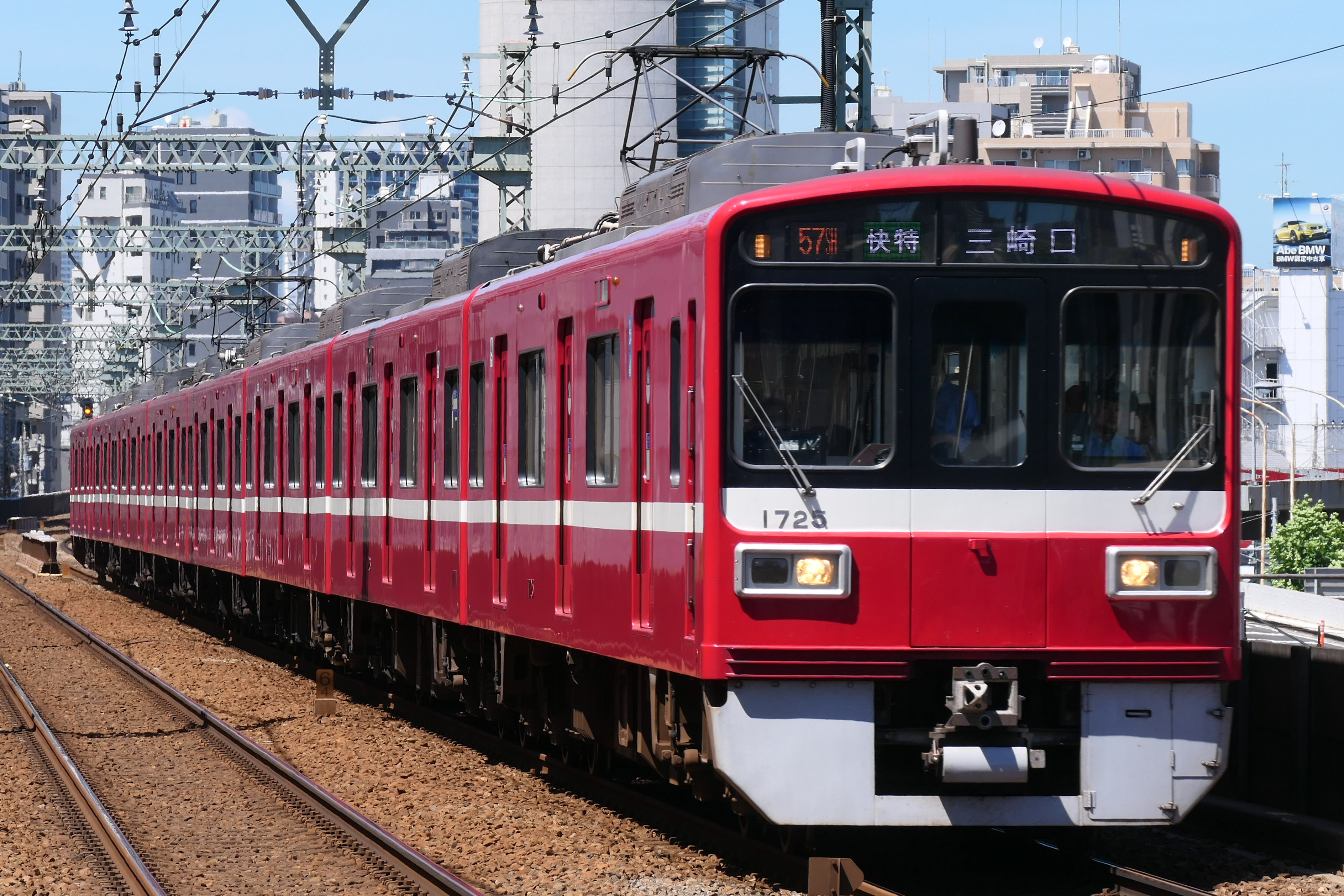
1500型（1700番台）

京成電鐵
- 新3100型
- 新3000型、新3050型
- 3700型
- 3400型

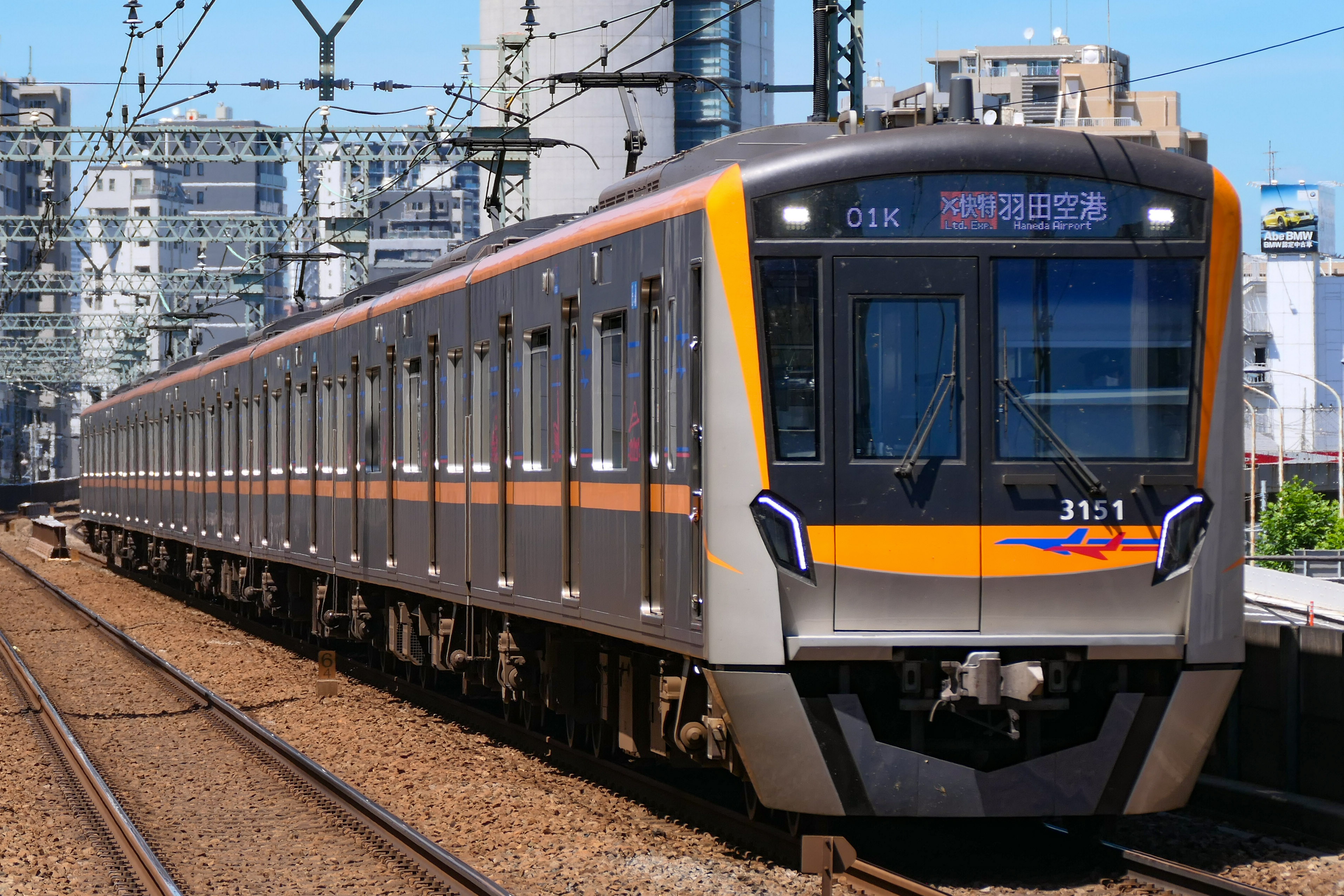
3100型
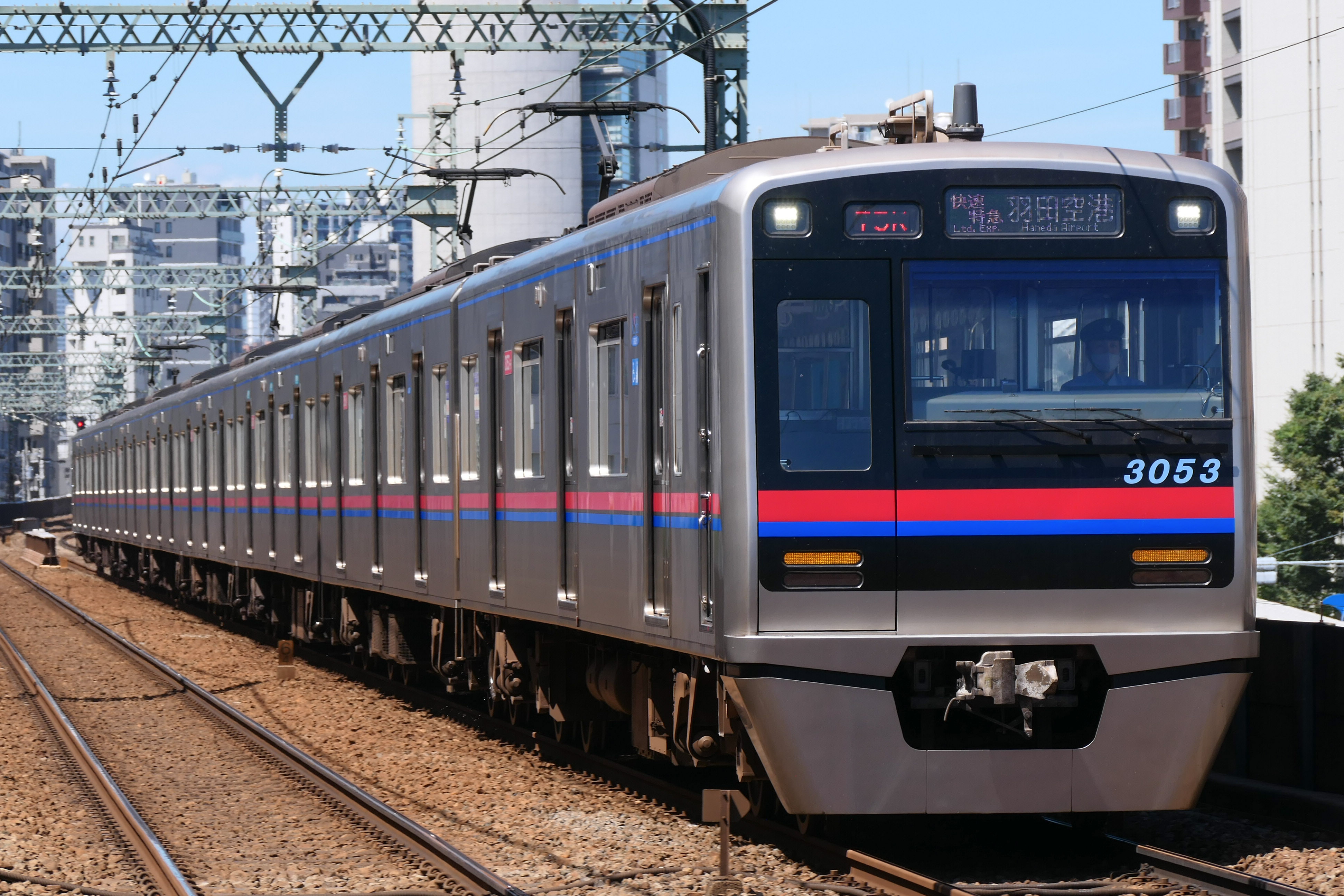
新3000型
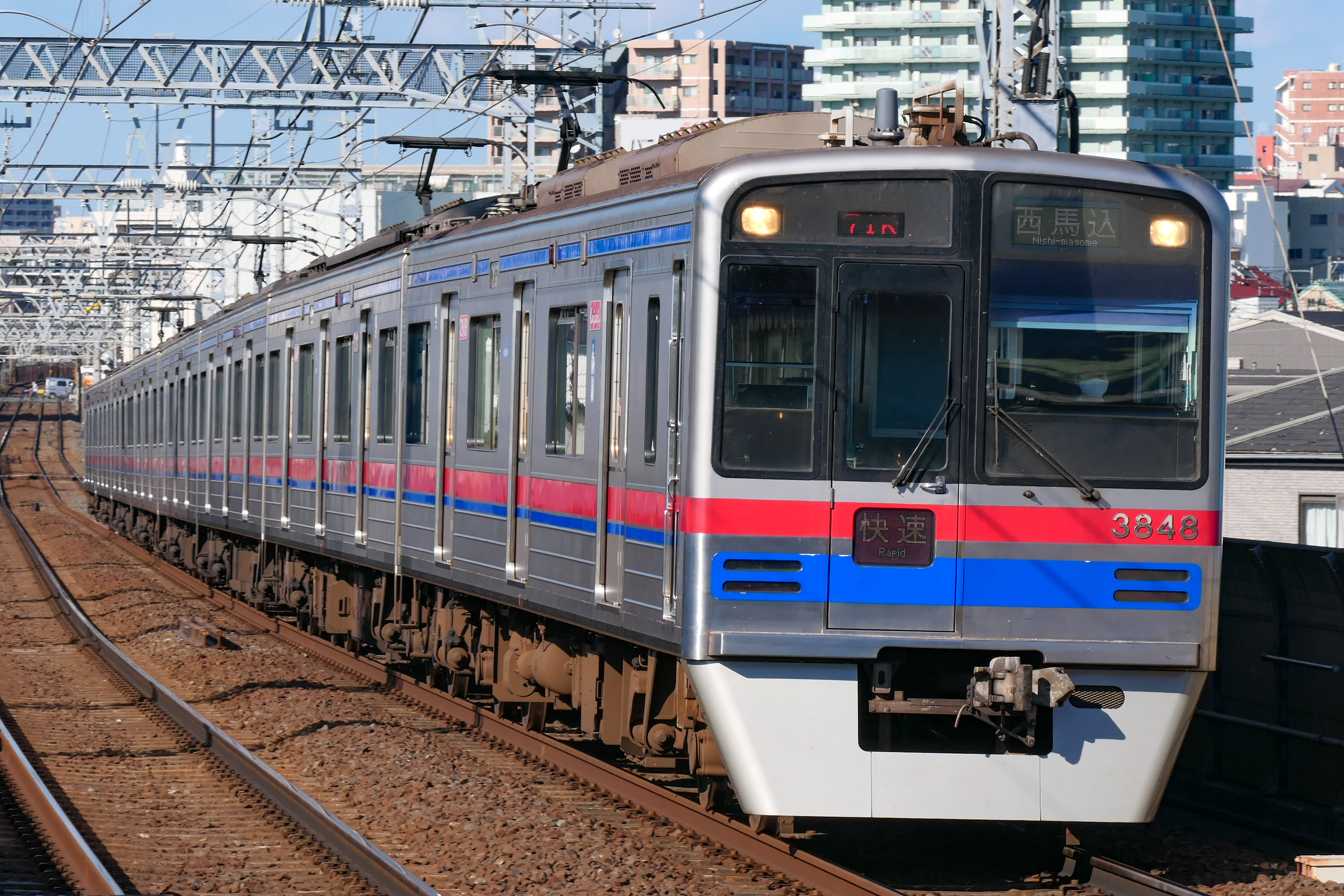
京成3700型
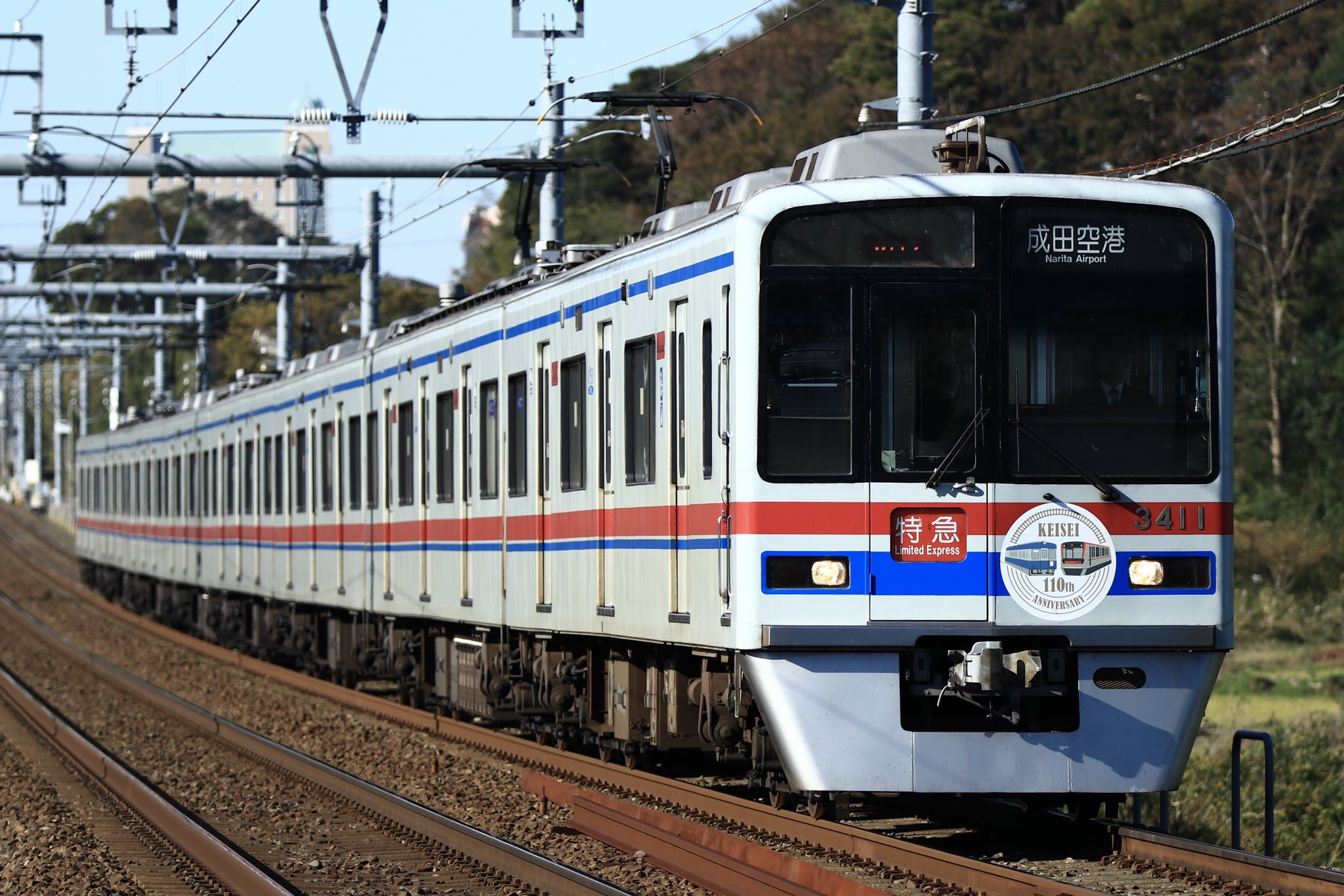
京成3400型

北總鐵道
- 7500型
- 7300型
- 9200型
- 9800型
- 9100型

- 7500型
- 7300型
- 9200型
- 9800型
- 9100型

#### 過去直通車輛
京濱急行電鐵
- 舊1000型（1968年－2008年）
- 2100型（通常不直通，直通實績只限2011年、2019年的都營節日回送與2019年1月1日、2020年1月1日的初日號）
- 京急1500型1600番台（取代舊1000形,改組6輛編成1500番台）

京成電鐵
- 1000型（1988年－1991年）
- 舊3000型（1960年－1991年）
- 舊3050型（1960年－1993年）
- 舊3100型（落成－1995年）
- 舊3150型（落成－1998年）
- 3200型（落成－2007年）
- 3300型（落成－2008年）
- 3500型（落成－2016年）
- 3600型（1987年－2020年） - 編組先頭與最後尾不是電動車，不可直通京急線。

北總鐵道
- 7050型（1995年－2003年）
- 7150型（1991年－1997年）
- 7000型（1991年－2007年）
- 7250型（2003年－2006年）
- 7260型（2006年－2015年）
- 9000型（1991年－2017年）

芝山鐵道
- 3600型（2002年－2013年）

## 利用狀況
2018年度早上繁忙時段最擁擠路段（本所吾妻橋→淺草間）的擁擠率為133%。
開業以後的輸送實績如下表。表中最高值為紅色，最高值紀錄年度以後最低值為藍色，最高值紀錄年度以前最低值為綠色。
| 年度               | 輸送人次 | 最擁擠路段（本所吾妻橋 → 淺草間）輸送實績 | 最擁擠路段（本所吾妻橋 → 淺草間）輸送實績 | 最擁擠路段（本所吾妻橋 → 淺草間）輸送實績 | 最擁擠路段（本所吾妻橋 → 淺草間）輸送實績 | 特記事項                              |
| 年度               | 輸送人次 | 運行班次：班                              | 輸送力：人                                | 輸送量：人                                | 擁擠率：%                                 | 特記事項                              |
| ------------------ | -------- | ----------------------------------------- | ----------------------------------------- | ----------------------------------------- | ----------------------------------------- | ------------------------------------- |
| 1960年（昭和35年） | 15,622   |                                           |                                           |                                           |                                           | 1960年12月4日押上站－淺草橋站間開業   |
| 1963年（昭和38年） |          | 19                                        | 9,108                                     | 13,120                                    | 140                                       | 最擁擠路段為押上 → 本所吾妻橋間       |
| 1965年（昭和40年） | 157,354  | 19                                        | 9,108                                     | 18,242                                    | 200                                       | 1964年10月1日經過數次延伸開業至大門站 |
| 1967年（昭和42年） |          | 19                                        | 9,108                                     | 21,959                                    | 241                                       |                                       |
| 1968年（昭和43年） |          | 24                                        | 16,800                                    | 23,928                                    | 142                                       | 1968年11月15日全線開業                |
| 1970年（昭和45年） | 409,074  | 23                                        | 16,080                                    | 24,095                                    | 150                                       |                                       |
| 1975年（昭和50年） | 454,128  | 24                                        | 17,280                                    | 24,919                                    | 144                                       |                                       |
| 1980年（昭和55年） | 461,443  | 24                                        | 18,720                                    | 22,984                                    | 123                                       |                                       |
| 1981年（昭和56年） |          | 24                                        | 18,480                                    | 25,170                                    | 136                                       | 最擁擠路段變為泉岳寺 → 三田間         |
| 1985年（昭和60年） | 486,528  | 24                                        | 18,720                                    | 26,245                                    | 140                                       |                                       |
| 1990年（平成02年） | 570,129  | 24                                        | 20,880                                    | 29,211                                    | 140                                       |                                       |
| 1992年（平成04年） | 615,040  | 24                                        | 23,040                                    | 28,150                                    | 122                                       | 最擁擠路段變為押上 → 本所吾妻橋間     |
| 1995年（平成07年） | 592,921  | 24                                        | 23,040                                    | 36,595                                    | 159                                       |                                       |
| 1996年（平成08年） |          | 24                                        | 23,040                                    | 33,900                                    | 147                                       |                                       |
| 1998年（平成10年） |          | 24                                        | 23,040                                    | 32,087                                    | 139                                       |                                       |
| 1999年（平成11年） |          | 24                                        | 23,040                                    | 33,024                                    | 144                                       |                                       |
| 2000年（平成12年） | 571,897  | 24                                        | 23,040                                    | 29,499                                    | 128                                       |                                       |
| 2001年（平成13年） | 584,414  | 24                                        | 23,040                                    |                                           | 129                                       |                                       |
| 2002年（平成14年） | 593,123  | 24                                        | 23,040                                    | 30,885                                    | 134                                       |                                       |
| 2003年（平成15年） | 579,757  | 24                                        | 23,040                                    | 26,188                                    | 114                                       |                                       |
| 2004年（平成16年） | 574,995  | 24                                        | 23,040                                    |                                           | 124                                       | 最擁擠路段變為本所吾妻橋 → 淺草間     |
| 2005年（平成17年） | 582,599  | 24                                        | 23,040                                    |                                           | 121                                       |                                       |
| 2006年（平成18年） | 597,415  | 23                                        | 22,080                                    |                                           | 136                                       |                                       |
| 2007年（平成19年） | 623,714  | 23                                        | 22,080                                    | 29,450                                    | 133                                       |                                       |
| 2008年（平成20年） | 632,555  | 23                                        | 22,080                                    | 29,877                                    | 135                                       |                                       |
| 2009年（平成21年） | 627,217  | 24                                        | 23,040                                    | 28,087                                    | 122                                       |                                       |
| 2010年（平成22年） | 623,563  | 24                                        | 23,040                                    | 25,550                                    | 111                                       |                                       |
| 2011年（平成23年） | 605,990  | 24                                        | 23,040                                    | 26,040                                    | 113                                       |                                       |
| 2012年（平成24年） | 635,486  | 23                                        | 22,080                                    | 25,866                                    | 117                                       |                                       |
| 2013年（平成25年） | 657,513  | 23                                        | 22,080                                    | 24,980                                    | 113                                       |                                       |
| 2014年（平成26年） | 669,603  | 23                                        | 22,080                                    | 26,140                                    | 118                                       |                                       |
| 2015年（平成27年） | 696,743  | 24                                        | 23,040                                    | 27,713                                    | 120                                       |                                       |
| 2016年（平成28年） | 718,855  | 24                                        | 23,040                                    | 30,231                                    | 131                                       |                                       |
| 2017年（平成29年） | 742,803  | 24                                        | 23,040                                    | 29,743                                    | 129                                       |                                       |
| 2018年（平成30年） | 764,911  | 24                                        | 23,040                                    | 30,576                                    | 133                                       |                                       |

## 車站列表
- 車站編號往B線方向（西馬込往押上的方向）增加。
- 所有車站皆位於東京都內。所有月台皆可停靠至少8節編組列車。
- 除機場快特以外，所有類別皆停靠所有車站。

| 車站編號               | 中文站名               | 日文站名               | 英文站名               | 站間距離               | 累計距離               | 機場快特 | 接續路線 | 所在地 |
| ---------------------- | ---------------------- | ---------------------- | ---------------------- | ---------------------- | ---------------------- | --- | --- | --- |
| A-01                   | 西馬込                 |                        |                        | -                      | 0.0                    | 京急本線 、 機場線直通運行 | | 大田區 |
| A-02                   | 馬込                   |                        |                        | 1.2                    | 1.2                    | 京急本線 、 機場線直通運行 | | 大田區 |
| A-03                   | 中延                   |                        |                        | 0.9                    | 2.1                    | 京急本線 、 機場線直通運行 | 東急電鐵： 大井町線（OM04） | 品川區 |
| A-04                   | 戶越                   |                        |                        | 1.1                    | 3.2                    | 京急本線 、 機場線直通運行 | 東急電鐵： 池上線（戶越銀座：IK03） | 品川區 |
| A-05                   | 五反田                 |                        |                        | 1.6                    | 4.8                    | 京急本線 、 機場線直通運行 | 東日本旅客鐵道： 山手線（JY23） 東急電鐵： 池上線（IK01） | 品川區 |
| A-06                   | 高輪台                 |                        |                        | 0.7                    | 5.5                    | 京急本線 、 機場線直通運行 | | 港區 |
| 京急線直通運行路段     | 京急線直通運行路段     | 京急線直通運行路段     | 京急線直通運行路段     | 京急線直通運行路段     | 京急線直通運行路段     | 途經 本線往 機場線羽田機場第1、第2航站樓站 逗子線逗子·葉山站開抵（只限北行） 本線浦賀站開抵（只限北行） 途經 本線往 久里濱線三崎口站                                                        | 途經 本線往 機場線羽田機場第1、第2航站樓站 逗子線逗子·葉山站開抵（只限北行） 本線浦賀站開抵（只限北行） 途經 本線往 久里濱線三崎口站                                                        | 途經 本線往 機場線羽田機場第1、第2航站樓站 逗子線逗子·葉山站開抵（只限北行） 本線浦賀站開抵（只限北行） 途經 本線往 久里濱線三崎口站                                                        |
| A-07                   | 泉岳寺                 |                        |                        | 1.4                    | 6.9                    | ● | 京濱急行電鐵： 本線（直通運行至上述路線、車站） 東日本旅客鐵道： 山手線（高輪Gateway：JY26）、 京濱東北線（高輪Gateway：JK21）                                                              | 港區 |
| A-08                   | 三田                   |                        |                        | 1.1                    | 8.0                    | ● | 都營地鐵： 三田線（I-04） 東日本旅客鐵道： 山手線（田町：JY27）、 京濱東北線（田町：JK22）                                                                                                  | 港區 |
| A-09                   | 大門                   |                        |                        | 1.5                    | 9.5                    | ● | 都營地鐵： 大江戶線（E-20） 東日本旅客鐵道： 山手線（濱松町：JY28）、 京濱東北線（濱松町：JK23） 東京單軌電車： 羽田機場線（單軌電車濱松町：MO01）                                          | 港區 |
| A-10                   | 新橋                   |                        |                        | 1.0                    | 10.5                   | ● | 東京地鐵： 銀座線（G-08） 東日本旅客鐵道： 東海道線（JT02）、 山手線（JY29）、 京濱東北線（JK24）、 橫須賀線（JO18） 百合鷗： 臨海線（U-01）                                                | 港區 |
| A-11                   | 東銀座                 |                        |                        | 0.9                    | 11.4                   | │ | 東京地鐵： 日比谷線（H-10） 設有地下通道通往銀座站、日比谷站、有樂町站 | 中央區 |
| A-12                   | 寶町                   |                        |                        | 0.8                    | 12.2                   | │ | | 中央區 |
| A-13                   | 日本橋                 |                        |                        | 0.8                    | 13.0                   | ● | 東京地鐵： 銀座線（G-11）、 東西線（T-10） | 中央區 |
| A-14                   | 人形町                 |                        |                        | 0.8                    | 13.8                   | │ | 東京地鐵： 日比谷線（H-14）、 半藏門線（水天宮前：Z-10） | 中央區 |
| A-15                   | 東日本橋               |                        |                        | 0.7                    | 14.5                   | ● | 都營地鐵： 新宿線（馬喰橫山：S-09） 東日本旅客鐵道： 總武線（快速）（馬喰町：JO21） | 中央區 |
| A-16                   | 淺草橋                 |                        |                        | 0.7                    | 15.2                   | │ | 東日本旅客鐵道： 總武線（各站停車）（JB20） | 台東區 |
| A-17                   | 藏前                   |                        |                        | 0.7                    | 15.9                   | │ | 都營地鐵： 大江戶線（E-11） | 台東區 |
| A-18                   | 淺草                   |                        |                        | 0.9                    | 16.8                   | ● | 東京地鐵： 銀座線（G-19） 東武鐵道： 伊勢崎線（東武晴空塔線）（TS-01） | 台東區 |
| A-19                   | 本所吾妻橋             |                        |                        | 0.7                    | 17.5                   | │ | | 墨田區 |
| A-20                   | 押上 （晴空塔前）      |                        |                        | 0.8                    | 18.3                   | ● | 京成電鐵： 押上線（KS45、直通運行至下述路線、車站） 東京地鐵： 半藏門線（Z-14） 東武鐵道： 伊勢崎線（東武晴空塔線）（TS-03）                                                                | 墨田區 |
| 京成線方向直通運行路段 | 京成線方向直通運行路段 | 京成線方向直通運行路段 | 京成線方向直通運行路段 | 京成線方向直通運行路段 | 京成線方向直通運行路段 | 途經 押上線往 本線成田機場站 途經 押上線、 本線往 成田機場線（成田Sky Access線）成田機場站 途經 押上線、 本線往 北總線印旛日本醫大站 途經 押上線、 本線、 東成田線往 芝山鐵道線芝山千代田站 | 途經 押上線往 本線成田機場站 途經 押上線、 本線往 成田機場線（成田Sky Access線）成田機場站 途經 押上線、 本線往 北總線印旛日本醫大站 途經 押上線、 本線、 東成田線往 芝山鐵道線芝山千代田站 | 途經 押上線往 本線成田機場站 途經 押上線、 本線往 成田機場線（成田Sky Access線）成田機場站 途經 押上線、 本線往 北總線印旛日本醫大站 途經 押上線、 本線、 東成田線往 芝山鐵道線芝山千代田站 |
| 註釋                   | 1. 2. 3. 4. 5.         | 1. 2. 3. 4. 5.         | 1. 2. 3. 4. 5.         | 1. 2. 3. 4. 5.         | 1. 2. 3. 4. 5.         | 1. 2. 3. 4. 5. | 1. 2. 3. 4. 5. | 1. 2. 3. 4. 5. |